# Crucișătorul Aurora

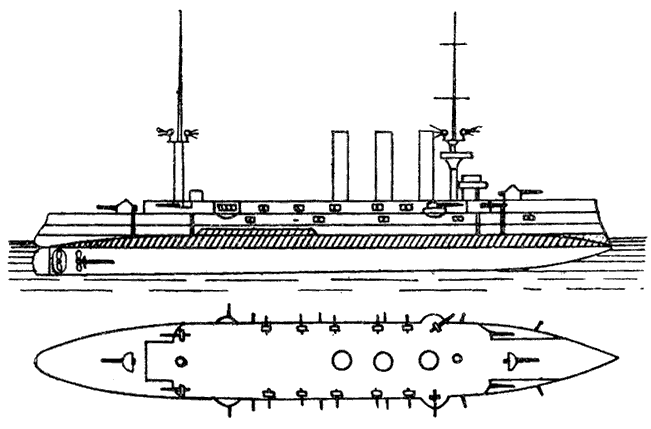
Schema crucișătorului Aurora

Crucișătorul Aurora (rusă Аврора) este o navă de război rusă, care a fost construită în anul 1900 în Rusia țaristă.
Nava a participat la Marea Revoluție Socialistă din Octombrie din anul 1917 printr-o lovitură de tun, trasă cu un proiectil de manevră, la 25 octombrie/7 noiembrie 1917, ora 21:45, ca semnal pentru începerea asaltului asupra Palatului de iarnă din St. Petersburg.
În prezent, nava se găsește la Muzeul de marină din Sankt Petersburg.